# منير الجعواني
منير الجعواني (مواليد 27 يناير 1968) هو لاعب كرة قدم مغربي سابق، ومدرب حالي، يُدرّب النادي القنيطري.

## مسيرته
أمضى منير الجعواني مسيرته الكروية كاملة بالنادي القنيطري (1984-2004).

### التدريب
- 2006 - 2007 : النادي القنيطري ( المغرب)
- 2017 - : نهضة بركان ( المغرب)

## وصلات خارجية
- معلومات منير الجعواني على موقع كووورة